# Analiză calitativă anorganică
În chimia analitică calitativă, analiza calitativă anorganică face referire la totalitatea metodelor de analiză chimică prin intermediul cărora se determină identitatea elementelor chimice dintr-o probă. Altfel spus, analiza calitativă anorganică ajută la aprobarea prezenței anumitor analiți anorganici. Adesea, metodele se concentrează pe detecția anumitor ioni, de aceea ele se aplică pe probe dizolvate, aduse în soluție apoasă (sau într-un alt solvent anorganic corespunzător). Soluțiile obținute sunt tratate cu diverși reactivi, care dau reacții chimice caracteristice doar pentru anumiți ioni. În urma reacțiilor pot avea loc schimbări de culoare, precipitări sau alte schimbări vizibile.
Etapele analizei calitative includ: analiza preliminară, identificarea cationilor și identificarea anionilor. Pe baza unor  proprietăți chimice comune, ionii au fost grupați în mai multe grupe analitice, pentru a fi mai ușoară separarea și identificarea lor.

## Analiza preliminară
Înaintea analizei preliminare, este necesară, bineînțeles, prelevarea probelor, pregătirea acestora de analiză (sfărâmare, omogenizare) și reducerea lor. Analiza sau proba preliminară are ca scop furnizarea unei imagini aproximative asupra probei ce urmează să fie analizate. Aceasta se realizează de obicei în stare solidă.
Metodele aplicate în analiza preliminară sunt:
- Analiza organoleptică
- Testul colorației flăcării
- Încălzirea în tub închis
- Încălzirea pe cărbune
- Formarea perlelor
- Comportamentul față de acizi
- Comportamentul față de baze
- Trecerea în soluție (dizolvarea în solvent favorabil)

### Culoarea probei

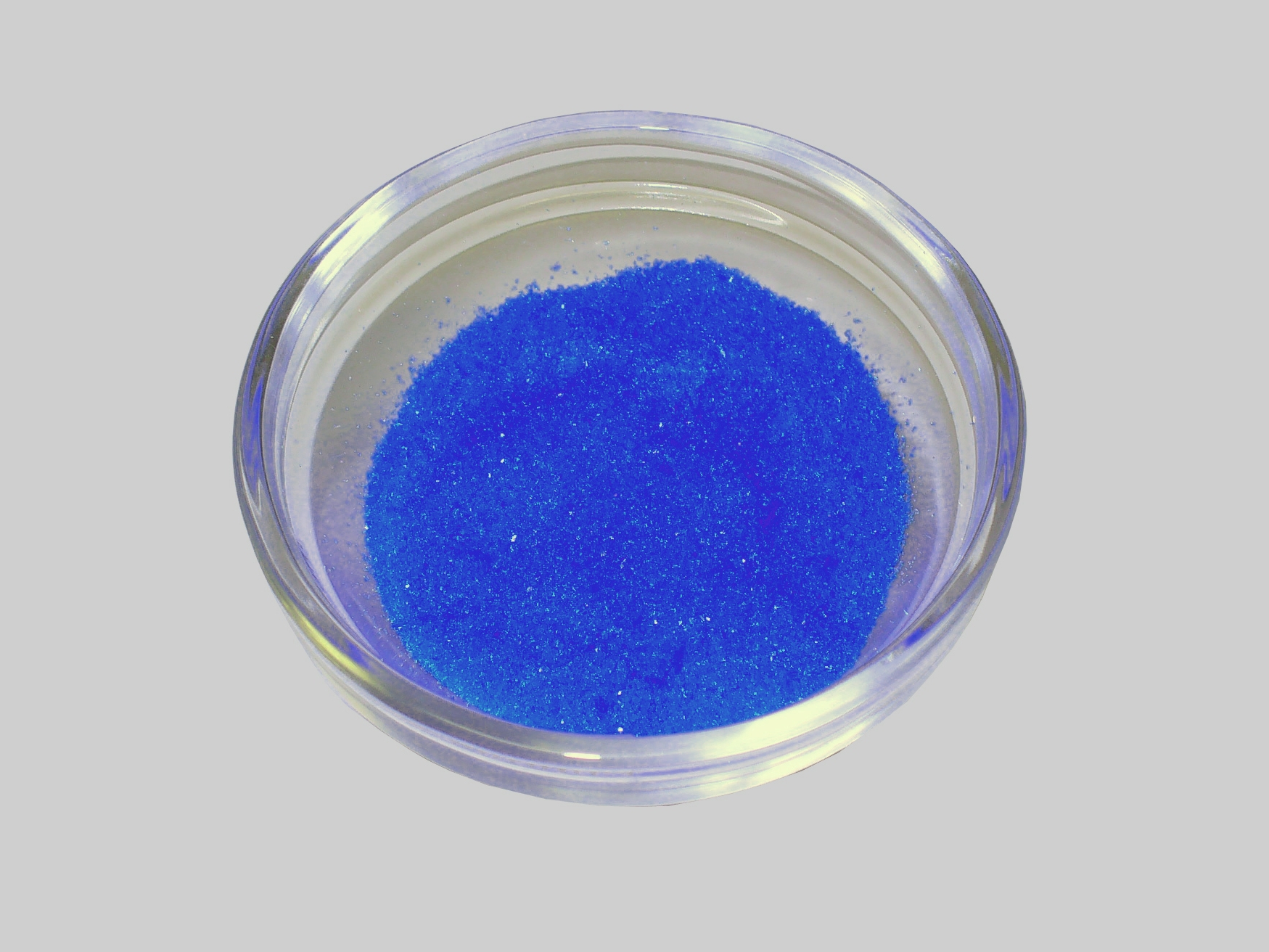
Sărurile de cupru (II) hidratate sunt albastre.

Culoarea probei poate oferii detalii importante referitoare la compoziția acesteia. În tabelul de mai jos se regăsesc culorile caracterisitice unor ioni:
|   | Sare                                                                                            | Culoare | Culoare      |
| - | ----------------------------------------------------------------------------------------------- | ------- | ------------ |
| 1 | MnO, MnO2, FeO, CuO, Co3O4, Ni2O3; sulfuri de Ag+, Cu+, Cu2+,Ni2+, Fe2+, Co2+, Pb2+, Hg2+, Bi3+ |         | Negru        |
| 2 | săruri de Cu2+ hidratate (săruri cuprice)                                                       |         | Albastru     |
| 3 | HgO, HgI2, Pb3O4                                                                                |         | Roșu         |
| 4 | Cr3+, Ni2+, săruri de Fe2+ hidratate                                                            |         | Verde        |
| 5 | Săruri de Mn2+ hidratate                                                                        |         | Roz deschis  |
| 6 | KO2, K2Cr2O7, Sb2S3, ferocianuri                                                                |         | Portocaliu   |
| 7 | Săruri de Co2+ hidratate                                                                        |         | Roz-roșiatic |
| 8 | cromați, AgBr, As2S3, AgI, PbI2, CdS                                                            |         | Galben       |
| 9 | CdO, Fe2O3, PbO2, CuCrO4                                                                        |         | Brun închis  |

### Testul flăcării
| Numele ionului | Formulă | Culoare | Culoare          |
| -------------- | ------- | ------- | ---------------- |
| Litiu          | Li      |         | Roșu             |
| Sodiu          | Na      |         | Galben/oranj     |
| Magneziu       | Mg      |         | Alb              |
| Potasiu        | K       |         | Lila/violet      |
| Calciu         | Ca      |         | Roșu-cărămiziu   |
| Rubidiu        | Rb      |         | Roz/roșu         |
| Stronțiu       | Sr      |         | Roșu             |
| Cesiu          | Cs      |         | Albastru deschis |
| Bariu          | Ba      |         | Verde/galben     |
| Cupru          | Cu      |         | Albastru/verde   |
| Plumb          | Pb      |         | Gri/alb          |

## Analiza cationilor
După proprietățile lor chimice, cationii sunt clasificați de obicei în șase grupe analitice. Fiecare grupă are un reactiv de grupă, care este folosit pentru separarea (precipitarea) acestora din soluția probei. Pentru obținerea unor rezultate concludente, separarea se face de obicei într-o anumită ordine cunoscută, deoarece unii cationi, dacă nu sunt separați la timp, pot precipita în alte grupe și pot deranja analiza. Analiza calitativă a cationilor se bazează produsele de solubilitate: din moment ce fiecare cation precipită la o anumită concentrație optimă, trebuiesc realizate aceste condiții pentru ca precipitarea să fie totală. 